# ديبورا كابالدي
ديبورا م. كابالدي (بالإنجليزية: Deborah M. Capaldi)‏ هي طبيبة نفسية تطورية معروفة بأبحاثها حول الشباب الذكور المعرضين للخطر واضطراب تعاطي المخدرات والسلوك المعادي للمجتمع وعنف الشريك الحميم وإساءة معاملة الأطفال. وهي باحثة أولى في مركز التعلم الاجتماعي في ولاية أوريغون. تركز مشاريعها الحالية على تعرض الأطفال للعنف الأسري.
وحول العنف خلال فترة المواعدة علقت ديبورا كابالدي على دراسة استمرت 13 عامًا وجدت أنَّ عدوان المرأة على الرجل كان بنفس القدر من الأهمية لميل الرجل نحو العنف بالنسبة للتنبؤ بنسب العنف بشكل عام: «بما أن الكثير من العنف العائلي متبادل من النساء والرجال على حدّ سواء، يجب أن تسعى طرق الوقاية والعلاج للحد من عنف النساء وعنف الرجال، وتزيد هذه الطرق من نسب تحقيق الأمان بالنسبة للنساء». ومع ذلك ركزت كابالدي في بحثها فقط على المراهقين المعرضين للخطر وليس على المرأة بشكل عام، وبالتالي قد لا تنطبق دراستها على جميع السكان.